# Mercedes-Benz Sonderklasse (Types 108/109)
Les Mercedes-Benz Type 108 et Type 109 sont une série de véhicules haut de gamme du constructeur automobile allemand Mercedes-Benz. Elles ont été produites de 1965 à 1972 et jusqu'en 1973 pour le marché nord-américain. Elles font partie de la gamme des Sonderklasse.

## Historique

### Généralités

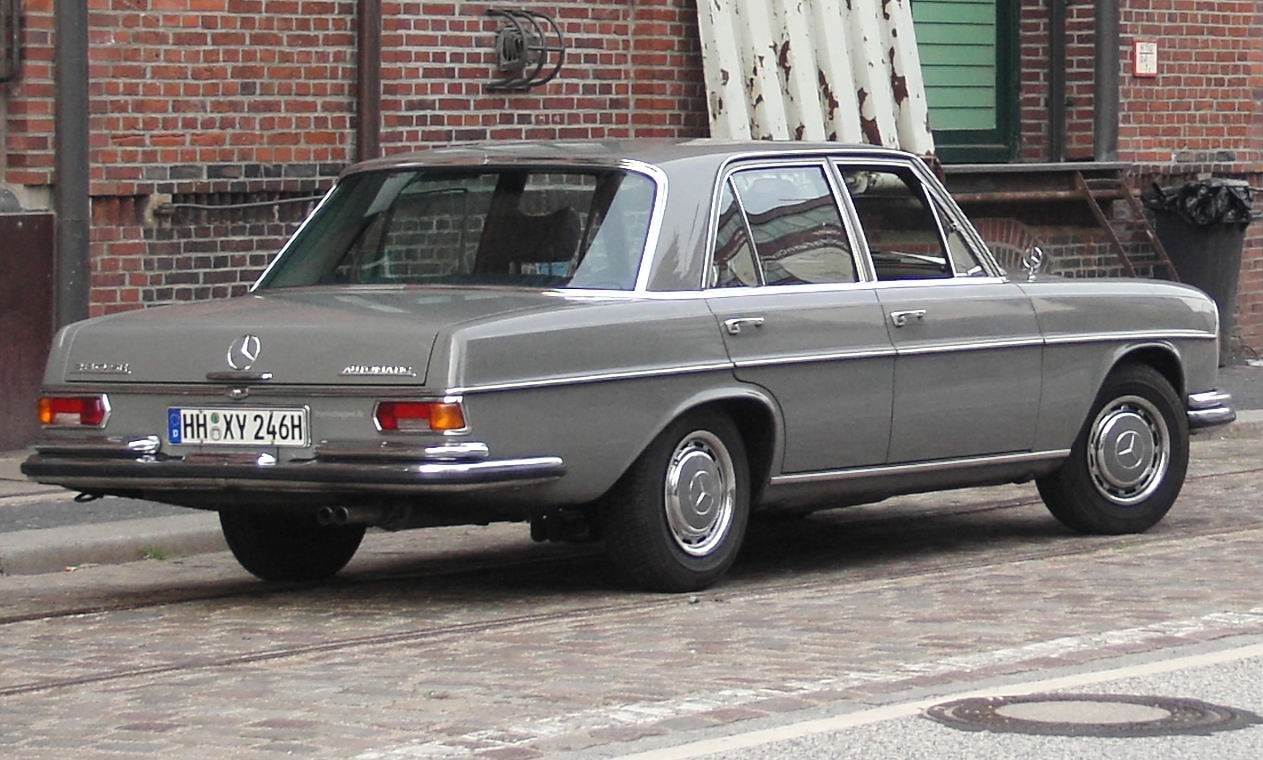
Vue arrière

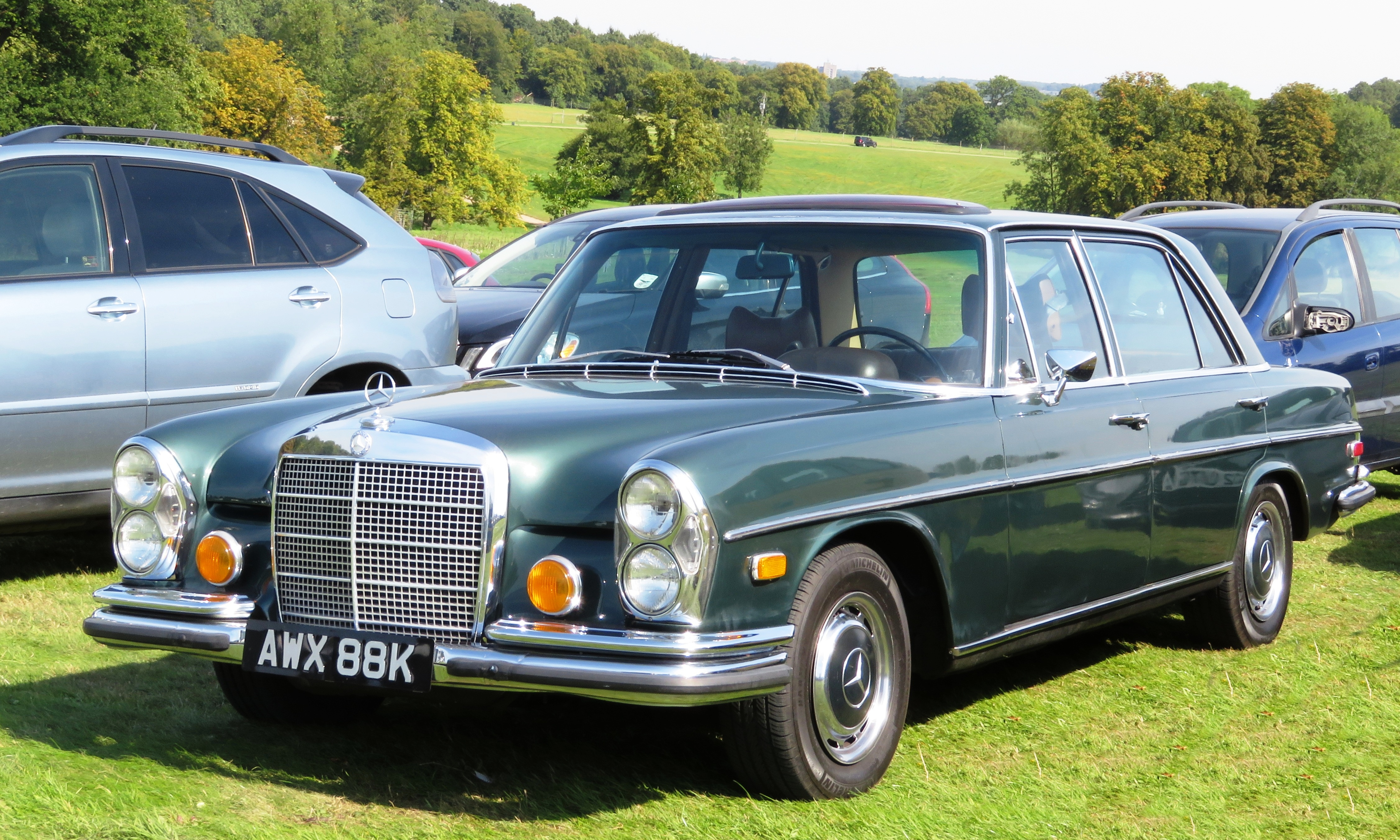
Une Mercedes-Benz W 109 300 SEL 4.5 (version américaine).

En août 1965, une nouvelle génération pour la catégorie des luxueuses est présentée avec les modèles 250 S, 250 SE et 300 SE, qui succéderont aux types a ailerons arrière, les W 111 (220 Sb et 220 SEb) et W 112 (300 SE). Les trois modèles avaient une carrosserie conçue par Paul Bracq, dont les lignes étaient basées sur le coupé de la gamme W 111. C’est avec ces modèles qu’a commencé la tradition du coupé de luxe, définissant un nouveau style pour la marque Mercedes-Benz.
Le concept technique des nouveaux modèles correspondait largement à celui des prédécesseurs, avec de nouveaux moteurs introduits en plus de la nouvelle carrosserie. À partir de janvier 1968, une version révisée de la gamme de modèles a été proposée. Les changements ont affecté, entre autres, la gamme de moteurs, l’intérieur et la conception de la colonne de direction.
La Mercedes-Benz W 109 est produite à partir de septembre 1965. Les 300 SEL à suspension pneumatique ont reçu la désignation W 109, tandis que les modèles à ressorts en acier conventionnels ont reçu la désignation W 108. Le lifting du printemps 1968 a entraîné le passage de l’injection mécanique à l’injection électronique dans le collecteur d’admission.

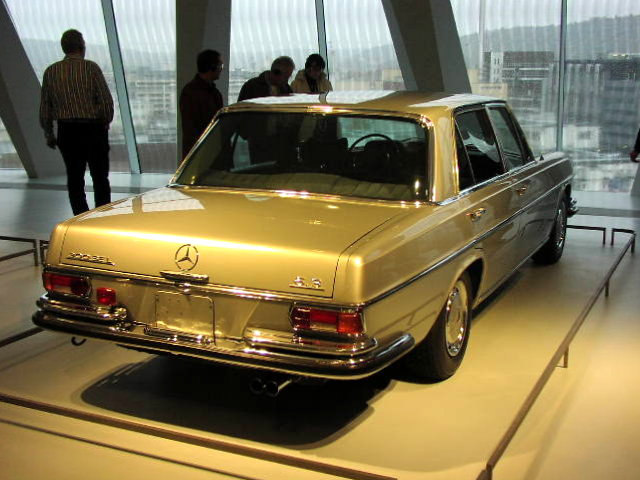
300 SEL 6.3 dans le musée Mercedes-Benz.

Contrairement à la W 112, qui était toujours équipée d’une suspension pneumatique et disponible avec un empattement court ou long (+100 mm), la W 109, qui était également toujours équipée d’une suspension pneumatique, n’était disponible qu’avec un empattement long. En plus de sa suspension pneumatique, le modèle 300 W 109 différait de la W 108, qui était disponible avec un empattement court ou long, dans les détails des moteurs (suspension pour le compresseur), l’intérieur, l’équipement de base et les portes.
À partir de janvier 1968, une version révisée de la gamme de modèles a été proposée. Les changements ont affecté, entre autres, la gamme de moteurs, l’intérieur et la conception de la colonne de direction. Dans les versions automatiques, les positions sur le levier sélecteur central ont changé : la position de stationnement P était initialement à l’arrière, en 1968, elle est passée à l’avant comme d’habitude.
La production de la gamme à succès s’est terminée en novembre 1972. La successeur était la « Classe S » de la gamme W 116.

### Évolutions
Avec la W 108, les clients pouvaient choisir entre un empattement court ou long. La W 109, proposée à partir de 1966, était toujours en version longue (SEL). Une caractéristique de la W 109 est la suspension pneumatique standard, et il existe également des différences dans les détails des moteurs (suspension pour le compresseur), de l’intérieur, de l’équipement de base et des portes.
De l’apparition de la gamme W 108 à l’été 1965 jusqu’à la fin de la production à l’automne 1972, les berlines à moteur à injection (modèles 250 SE, 280 SE, 300 SE et 3.5) furent également donatrices de la même technologie pour les coupés et cabriolets de la gamme W 111 (moteurs, transmissions, essieux, suspension, freins, direction, instrumentations et bien plus encore).
La production du modèle 250 SE a pris fin début 1968. Les modèles 280 S et 280 SE ont été présentés en tant que successeurs en janvier, qui ne différaient de leurs prédécesseurs que par des détails de moteur et d’équipement. Le nouveau moteur six cylindres de 2,8 litres développait 103 kW (140 ch) pour la version à carburateur (S) et 118 kW (160 ch) avec l’injection dans le collecteur (SE). La production du modèle 300 SE s’est terminée fin 1967, tandis que le modèle 250 S s’est poursuivi jusqu’en 1969.
Dans les versions automatiques, les positions sur le levier sélecteur central ont changé en 1968 : la position de stationnement P était initialement à l’arrière, en 1968, elle est passée à l’avant comme d’habitude. Le levier sélecteur automatique sur le volant était une option rarement choisie car il était considéré comme obsolète. Cependant, les leviers de changement de vitesse au volant étaient nécessaires pour pouvoir conduire avec trois personnes, soit deux passagers, à l’avant. Pour ce faire, un petit coussin de siège est placé dans le bac de rangement entre les sièges et l’accoudoir central dont le dessous rembourré est replié afin que deux personnes puissent s’asseoir sur le siège passager avant temporairement élargi. Cependant, ce type d’usage de style «banquette» a progressivement disparu dans les années 1970. Il n’était pas possible d’attacher deux passagers; rouler sans ceinture de sécurité n’était pas compatible avec l’idée de la meilleure sécurité possible, que Daimler-Benz a toujours propagée. Les versions avec leviers de changement de vitesse au volant et coussins de siège supplémentaire peuvent toujours être conduites avec trois personnes à l’avant.
À partir de mars 1971, il y avait une 280 SE 3.5 et une 280 SEL 3.5. Le moteur type M 116 a été proposé à partir de 1969 dans la W 109 (modèle 300 SEL 3.5). Le moteur V8 avait une cylindrée de 3,5 litres, une puissance de 147 kW (200 ch) et il était le premier moteur de Mercedes-Benz à injection électronique (Bosch D-Jetronic) dans le collecteur d’admission. La 280 SE à moteurs six cylindres a continué à être disponible, tandis que la 280 SEL a été progressivement abandonnée au profit du modèle à moteurs huit cylindres.

## Mercedes-Benz Type 108

### Technologie
La nouvelle carrosserie avait l’air plus professionnelle, sur laquelle les ailerons arrière omis ont joué leur rôle. Les surfaces vitrées ont été agrandies. La voiture était 6 cm plus basse que le modèle précédent, malgré l’augmentation des roues de 13" à 14".
Les deux moteurs de 2,5 litres, qui avaient été développés par perçage et augmentation de la course du moteur M 180 de 2,2 litres, étaient également nouveaux. Le vilebrequin étendu avait sept roulements. Avec ces modifications, le concept de moteur avec des cylindres coulés par paires a pris fin; les versions ultérieures de 2,8 litres ont obtenu un espacement régulier des cylindres et se sont avérées beaucoup plus stables et économiques en conséquence. Le moteur à carburateur de la 250 S produisait 96 kW (130 ch), le moteur à injection de la 250 SE produisait 110 kW (150 ch) et le moteur de la 300 SE produisait 125 kW (170 ch). Le carter de ce moteur est en alliage d’aluminium.
L’embrayage monodisque à sec avec ressort hélicoïdal était actionné hydrauliquement. La transmission manuelle avait quatre vitesses et était entièrement synchronisée. Les 300 SEb et SEL étaient disponibles avec une boîte de vitesses ZF à cinq rapports. Contrairement aux versions américaines, la transmission automatique pour le marché européen, qui était disponible moyennant un supplément, avait quatre vitesses, mais au lieu d’un convertisseur de couple, elle avait un système hydraulique composé d’une roue et d’une turbine, c’est-à-dire pas de couple-roue de guidage croissante. En raison de la pompe à huile secondaire entraînée par l’arbre de sortie, qui assurait la lubrification de la boîte de vitesses lorsque le moteur ne tournait pas, la voiture pouvait être tractée ou remorquée.
L’arbre à cardan était en deux parties avec un joint avec une rondelle élastique et deux joints universels. L’engrenage hypoïde de l’essieu arrière a été légèrement décalé vers la gauche, au milieu se trouve l’articulation unique décalée de l’essieu oscillant, qui était guidée sur des bras oscillants. Il y avait des ressorts hélicoïdaux sur les liens, mais une grande partie de la suspension était prise en charge par le ressort d’équilibrage derrière le différentiel. Il soutenait les deux demi-essieux l’un contre l’autre et était destiné à maintenir le carrossage constant avec une suspension mutuelle. Les amortisseurs à pression de gaz étaient également fixés aux demi-essieux.
Les roues avant étaient suspendues individuellement sur des doubles triangles avec ressorts hélicoïdaux, amortisseurs télescopiques et barre antiroulis. L’essieu et le moteur étaient montés sur un faux-châssis, qui était relié à la carrosserie via des supports en caoutchouc à l’arrière et des ressorts à lames à l’avant (qui absorbaient les forces longitudinales).
La gamme W 108 avait dès le départ des freins à disque sur les quatre roues. Une direction assistée à vide faisait partie du frein. Le frein de stationnement agit via des câbles sur des freins à tambour duo-servo sur l’essieu arrière.
Moyennant un supplément, la direction à recirculation de billes peut être équipée d’une direction assistée.
Contrairement à sa prédécesseure, la nouvelle 300 SE (avec empattement court, sans "L") n’était plus équipée de suspension pneumatique. Comme sur les deux modèles de 2,5 litres, une suspension hydropneumatique de compensation était standard au milieu au-dessus de l’articulation unique de l’essieu pendulaire, ce qui maintient constamment le niveau de la carrosserie. Dans la gamme précédente, dites à ailerons arrière, cette suspension hydropneumatique de compensation n’était qu’un équipement standard sur les modèles break dits "Universal" et sur la 230 S.

### Chiffres de production de la W 108
Durant les années 1970, 1971 et 1972, des moteurs de cylindrées de 2,8 litres, 3,5 litres et 4,5 litres ont été installés dans la gamme Mercedes-Benz W 108, aussi appelée gamme 280. La gamme Mercedes-Benz W 109 a été construite avec une suspension pneumatique et des moteurs plus gros.
La production totale de la gamme Mercedes-Benz W 108 de 1965 à 1972 comprenait 330 495 véhicules. Liste ci-dessous:
|             | Année | 1965  | 1966   | 1967   | 1968   | 1969   | 1970   | 1971   | 1972   | Total   |
| ----------- | ----- | ----- | ------ | ------ | ------ | ------ | ------ | ------ | ------ | ------- |
| 250 S       |       | 2.844 | 31.564 | 37.866 | 2.014  | 389    |        |        |        | 74.677  |
| 250 SE      |       | 1.334 | 26.555 | 27.242 | 50     |        |        |        |        | 55.181  |
| 280 S       |       |       |        | 762    | 20.110 | 25.249 | 24.882 | 16.234 | 6.429  | 93.935  |
| 280 SE      |       |       |        | 365    | 18.685 | 25.081 | 25.627 | 14.871 | 6.422  | 91.051  |
| 280 SEL     |       |       |        |        | 1.688  | 2.610  | 3.674  | 278    |        | 8.250   |
| 300 SE      |       | 214   | 1.989  | 534    |        |        |        |        |        | 2.737   |
| 300 SEL 3.0 |       | 1     | 1.404  | 964    |        |        |        |        |        | 2.369   |
| 300 SEL 2.8 |       |       |        | 37     | 1.325  | 1.137  | 20     |        |        | 2.519   |
| Total       |       | 4.393 | 61.119 | 67.770 | 43.872 | 54.466 | 54.248 | 31.383 | 12.851 | 330.495 |

## Mercedes-Benz Type 109

### Technologie
Le moteur avec bloc et culasse en aluminium de la 300 SEL délivrait 125 kW (170 ch) à 5 400 tr/min. Une version aux performances améliorées du moteur à injection de 2,8 litres et 125 kW (170 ch) a été installée non seulement dans la voiture de sport 280 SL (W 113) deux places, mais aussi dans la 300 SEL à partir de janvier 1968. Il a remplacé le moteur en alliage léger de 3,0 litres tout aussi puissant, qui était difficile à fabriquer et qui consommait beaucoup d’essence. Cette variante rare est également connue sous le nom de 300 SEL 2.8, sans la désignation supplémentaire de cylindrée apparaissant sur le couvercle du coffre.

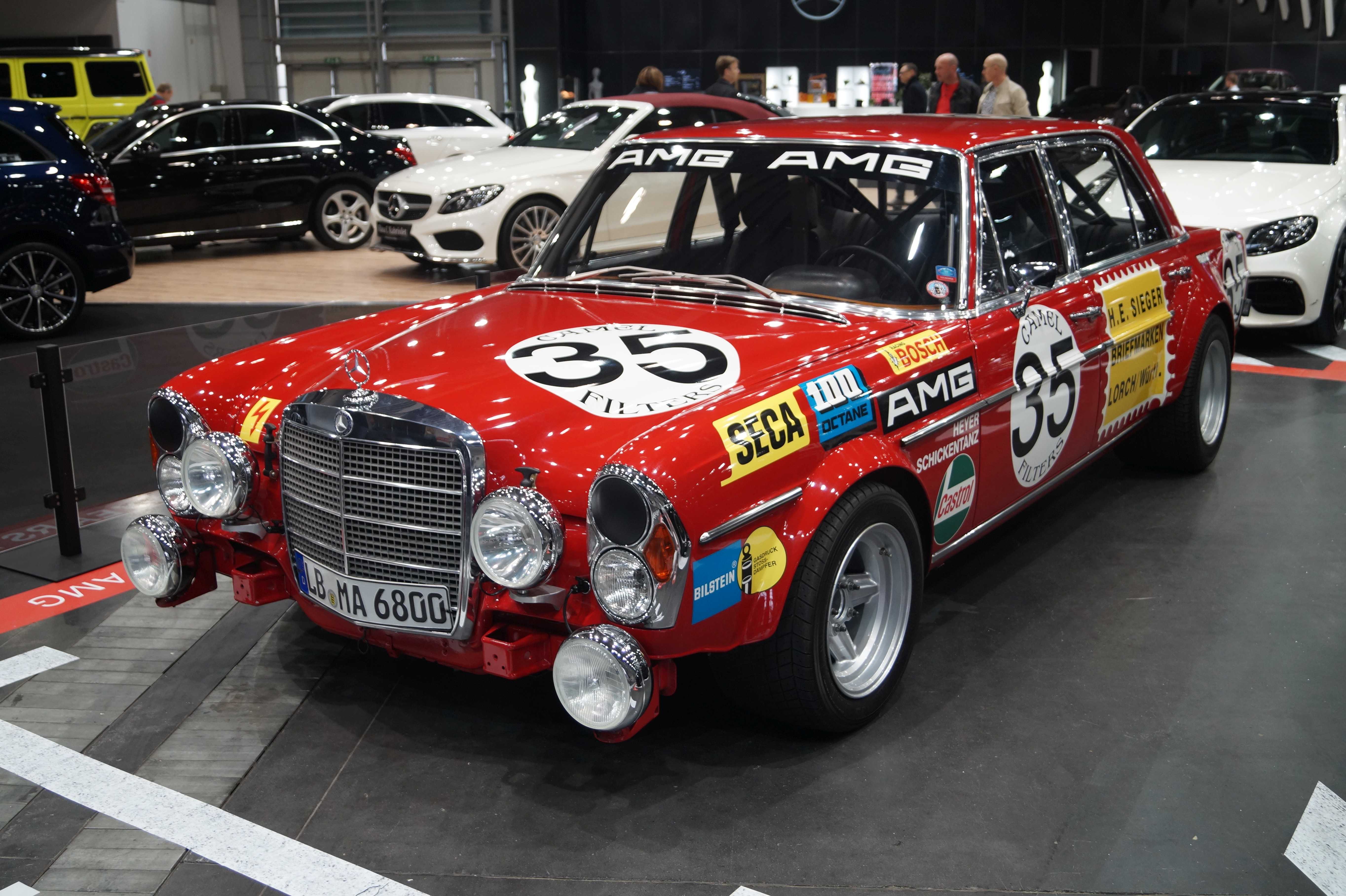
Réplique d’usine de la 300 SEL 6.8 Rote Sau (truie rouge).

En mars 1968, le modèle haut de gamme de la gamme de modèles W 109 était la 300 SEL 6.3 avec le moteur V8 M 100 et la transmission automatique de la W 100 (Mercedes-Benz 600). Il délivre 184 kW (250 ch) à 4 000 tr/min. Le couple maximal est de 500 Nm à 2 800 tr/min. Sa vitesse de pointe est de 220 km/h et elle accélère de 0 à 100 km/h en 6,5 secondes (spécification d’usine). Sa présentation au Salon international de l'automobile de Genève a fait sensation, d’autant plus qu’il n’y avait eu aucune allusion à l’avance. De l’extérieur, la 6.3 ne pouvait être reconnue que par les pneus plus larges, les phares jumelés à halogènes H1 et les phares à faisceau large supplémentaires. Le prix de la nouvelle W 109 haut de gamme était initialement de 39 160 Deutsche Mark et à la fin de la gamme de modèles en janvier 1972, il était de 47 397 Deutsche Mark, ce qui, basé sur le pouvoir d’achat actuel et corrigé avec l’inflation, correspond à 82 900 ou 85 900 euros. Bien qu’en 1968 le modèle coûte plus de 13 000 Deutsche Mark de plus que la 300 SEL avec le moteur de 2,8 litres et soit plus de deux fois plus cher que la 280 SE (W 108), la « 6.3 » a suscitée l’intérêt et a été produite à 6 526 exemplaires.
La 6.3 a rapidement trouvé sa place dans les courses de voitures de tourisme et les rallyes. La voiture est également devenue un objet de tuning populaire, car le moteur a été conçu avec une faible puissance spécifique de 29 kW/l et une puissance plus élevée pouvait en être obtenue sans trop d’effort. À l’automne 1969, la 300 SEL avec un moteur six cylindres de 2,8 litres a été remplacée par la 300 SEL 3.5. Le moteur M 116 nouvellement conçu était un moteur V8 d’une cylindrée de 3,5 litres et une puissance de 147 kW (200 ch). C’était le premier moteur Mercedes à injection contrôlée électroniquement (Bosch D-Jetronic).

#### De la mécanique à l’électronique

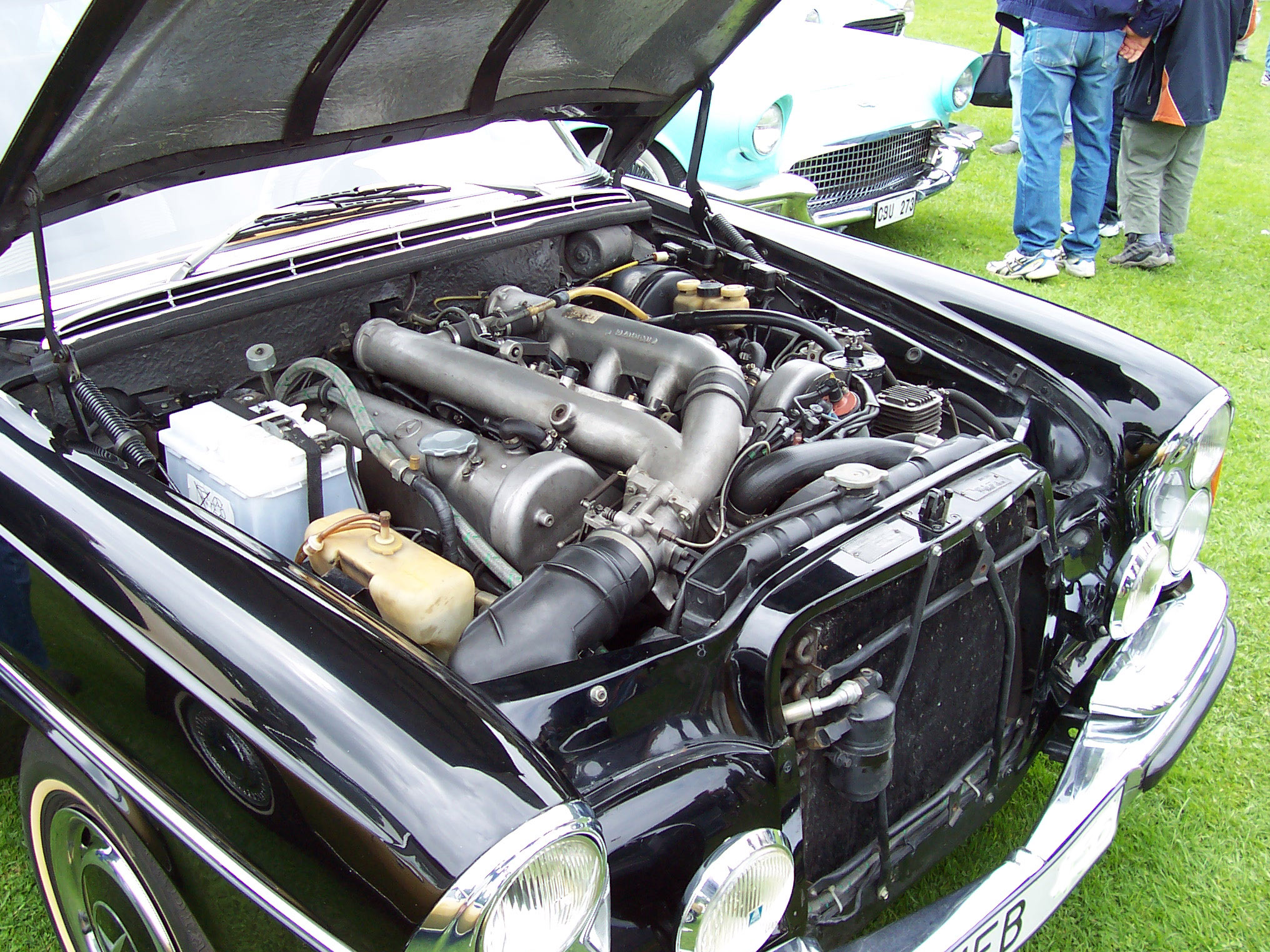
Moteur M 100 dans la 300 SEL 6.3.

Au début de la construction, les pompes d’injection mécaniques à six pistons ont remplacé les systèmes d’injection de construction plus simple avec des pompes à deux pistons et des diviseurs de débit, difficiles à régler correctement et consommant souvent beaucoup de carburant. Contrairement aux pompes d’injection diesel plus simples, ces systèmes d’injection d’essence comportaient une came de commande en acier (« came spatiale »). Elle était réglable selon deux axes indépendants, elle était décalée longitudinalement en fonction du régime moteur et tordue en fonction de la charge (position de la pédale d’accélérateur). Un rouleau palpeur fixe déterminait la quantité de carburant à doser en fonction du rayon actuellement appliqué. La came spatiale complexe et usinée représentait la carte de consommation de carburant du moteur. Il y avait aussi des éléments de correction pour l’échauffement et l’altitude.
Dans les années 1960, les exigences de précision mécaniques de ces systèmes Bosch ont conduit aux travaux de maintenance et de réparation automobiles les plus complexes à ce jour. L’une des pièces de rechange les plus chères de l’histoire de l’automobile est la pompe d’injection mécanique à huit pistons du moteur V8 de 6,3 litres, qui coûtait jusqu’à 40 000 Deutsche Mark en tant que nouvelle pièce de rechange en petite série de Bosch dans les années 1980. Ces systèmes, avec leurs coûts de production, leurs particularités et leurs lacunes, ont ensuite été à l’origine du développement de systèmes d’injection plus simples dans les années 1970.
Les modèles avec les plus petits moteurs huit cylindres ont été les premiers véhicules de série de Daimler-Benz à disposer d’un système d’injection électronique, le D-Jetronic de Bosch. Les roues avant sont suspendues individuellement sur des doubles triangles avec ressorts hélicoïdaux, amortisseurs télescopiques et barre antiroulis. L’essieu et le moteur sont montés sur un faux-châssis, qui est relié à la carrosserie via des supports en caoutchouc à l’arrière et des ressorts à lames à l’avant (qui absorbent les forces longitudinales). Un essieu oscillant à simple joint est installé à l’arrière.
La gamme W 109 avait dès le départ des freins à disque sur les quatre roues. Un servo à vide faisait partie du frein. Le frein de stationnement agit via des câbles sur des freins à tambour duo-servo sur l’essieu arrière. Le volant fonctionne avec un entraînement par vis à billes (direction à recirculation de billes).

#### Variantes du modèle
- 300 SEL (2.8)
- 300 SEL
- 300 SEL 3.5
- 300 SEL 4.5 (version américaine)
- 300 SEL 6.3

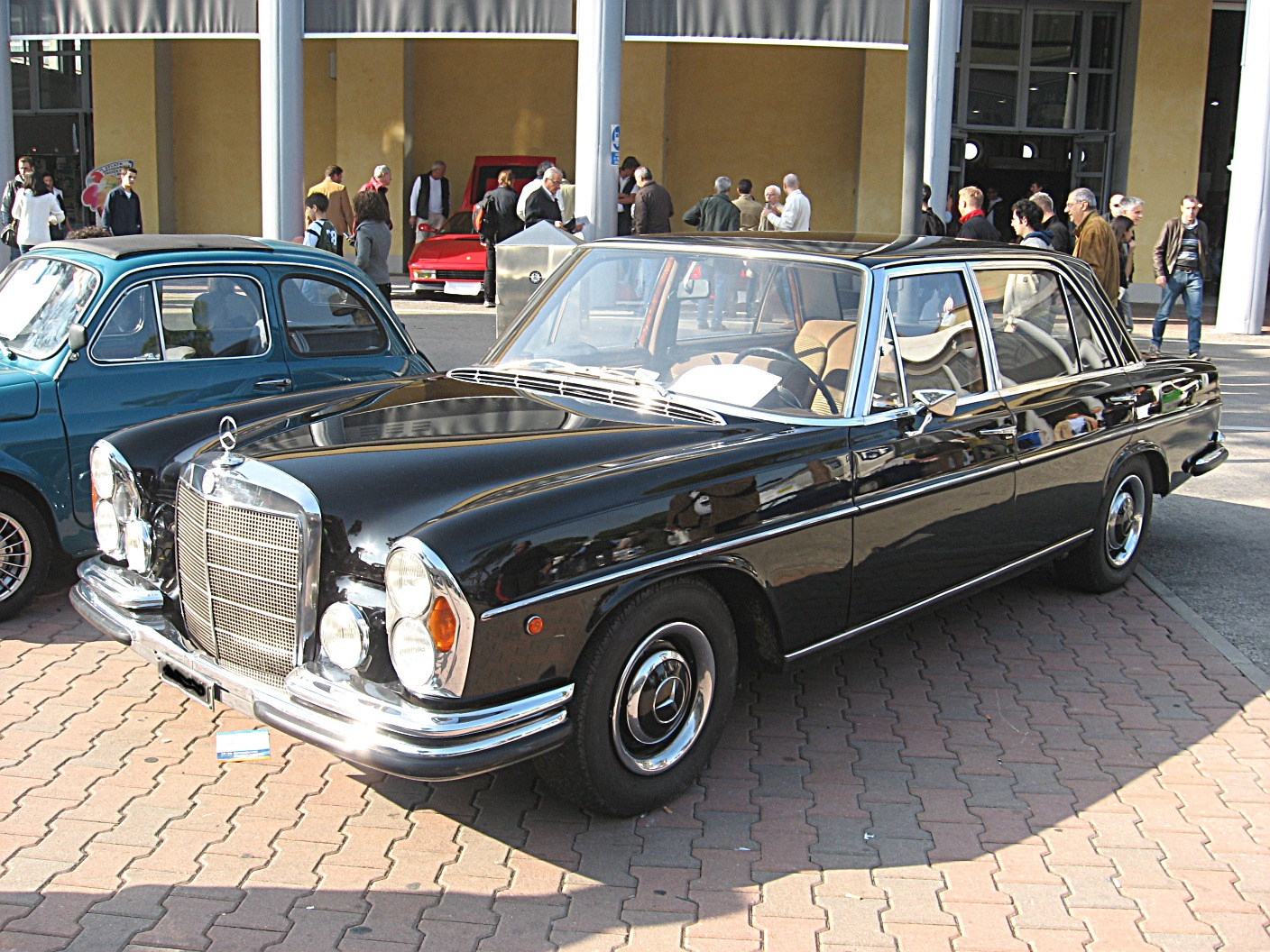
300 SEL (clignotants latéraux sur un modèle italien).
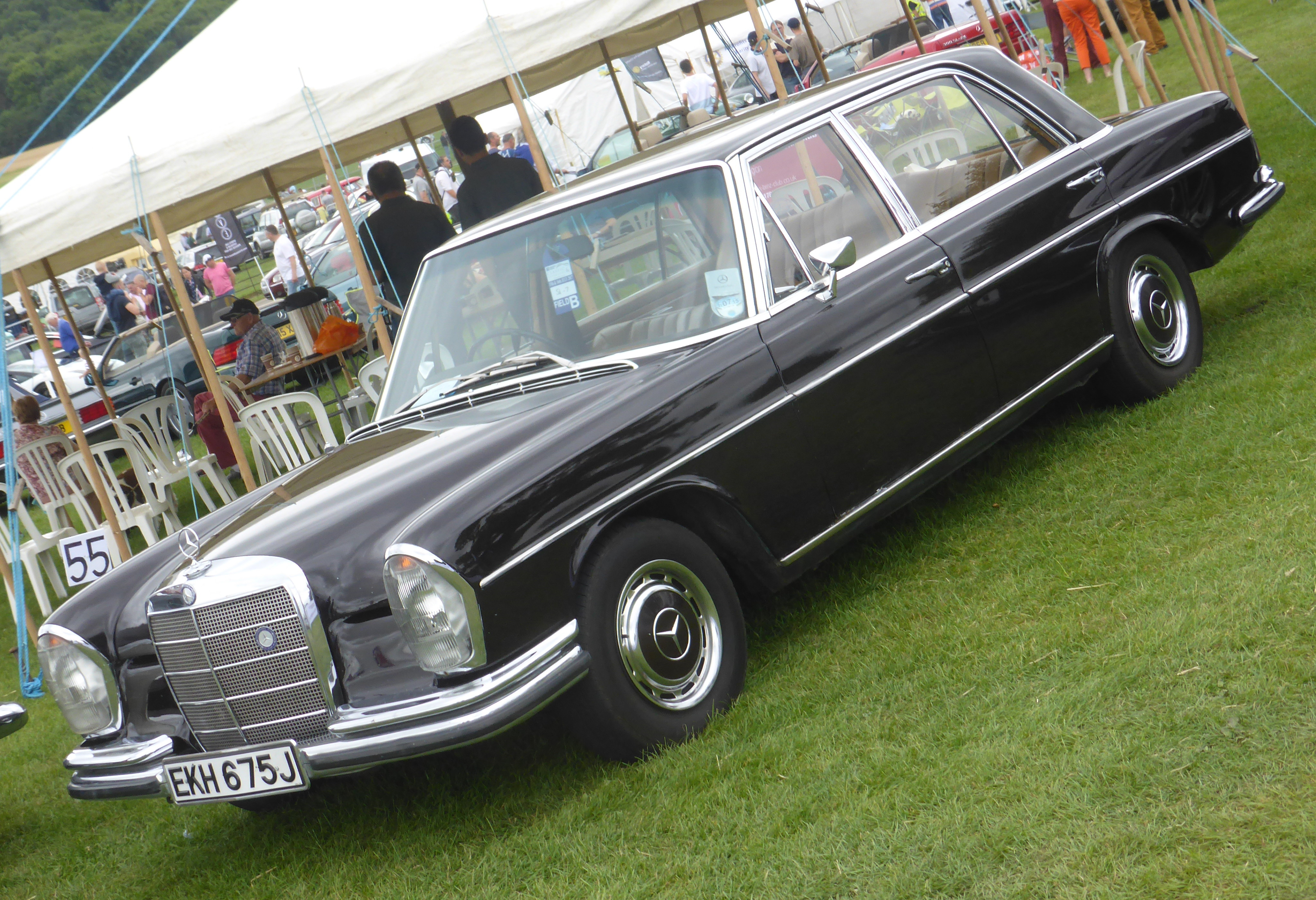
300 SEL 3.5 (1971).
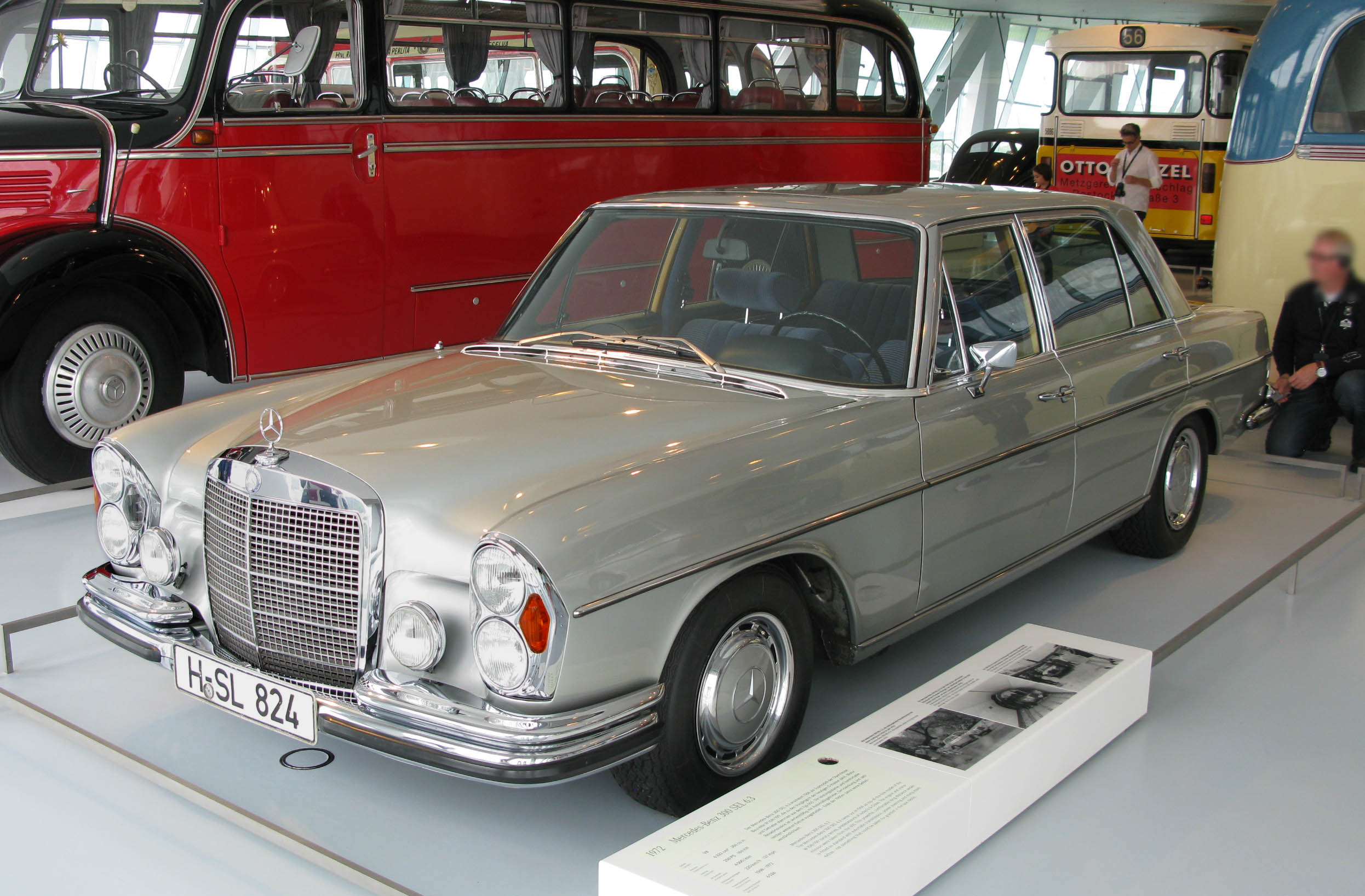
300 SEL 6.3 (1972).
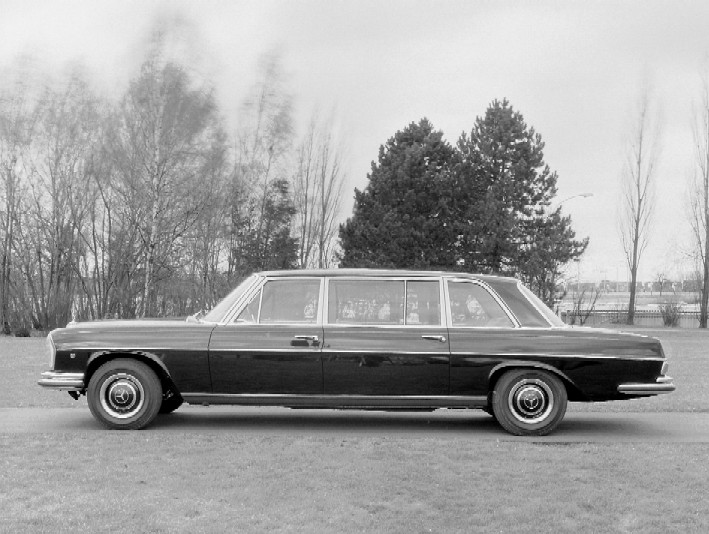
300 SEL Pullman.
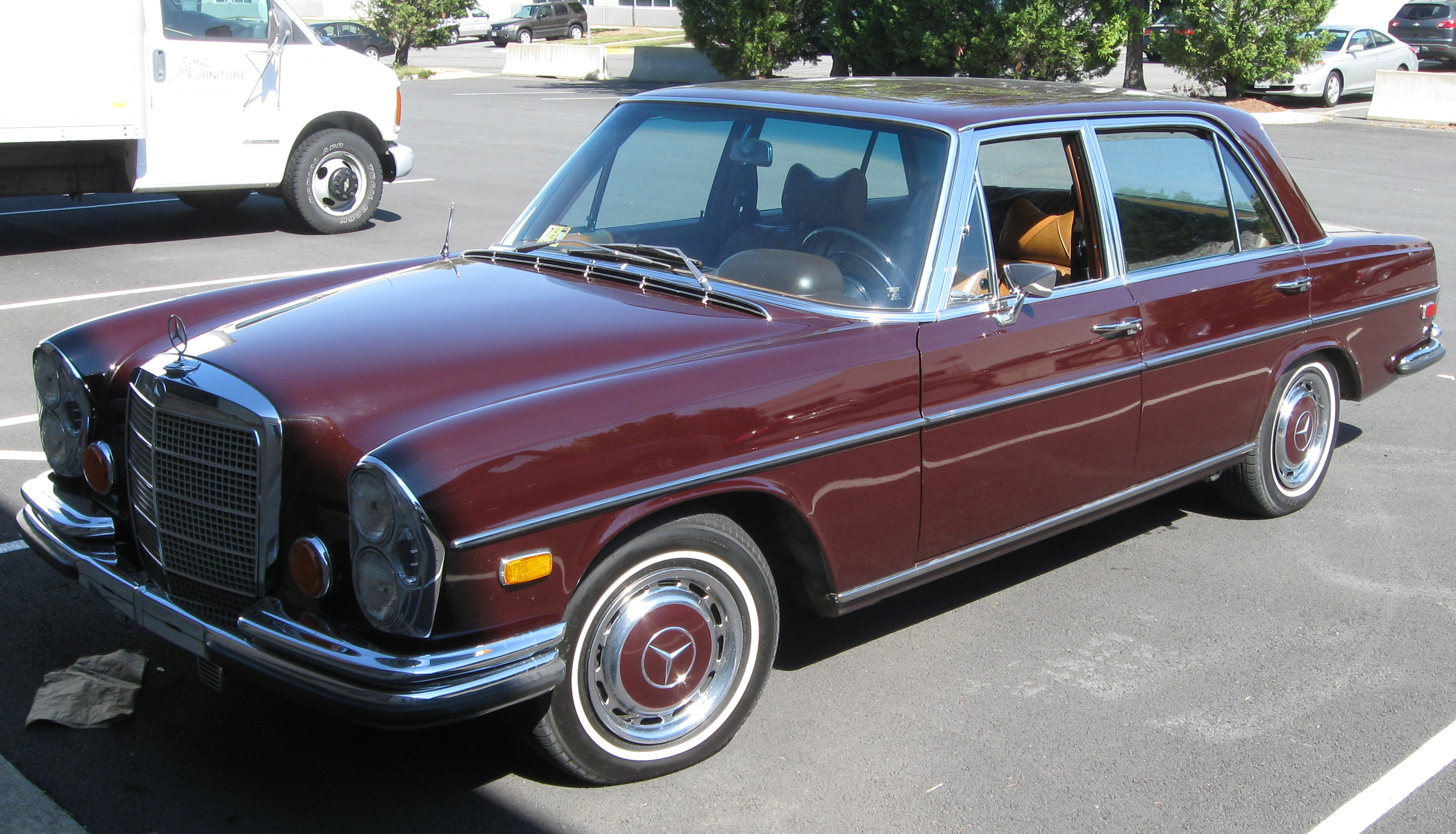
300 SEL.

#### Moteurs et transmission
- Les 300 SEL (2.8) et 300 SEL ont des moteurs six cylindres en ligne avec une pompe d’injection mécanique à six pistons de Bosch et ont dans les deux cas une puissance de 125 kW (170 ch).
- Les moteurs V8 (M 116/M 117) avec des cylindrées de 3,5 et 4,5 litres (version américaine) ont une injection électronique (Bosch D-Jetronic) et des puissances moteur de 147 et 146 kW (200 et 198 ch).
- Le moteur V8 de 6,3 litres (M 100) dispose d’une pompe d’injection mécanique Bosch à huit pistons et d’une puissance de 184 kW (250 ch). Ce moteur provient de la Mercedes-Benz 600.

Les véhicules équipés d’un moteur six cylindres étaient équipés de série d’une boîte de vitesses manuelle à quatre vitesses. Une transmission automatique à quatre vitesses était disponible en option ainsi qu’une transmission manuelle à cinq vitesses à partir de 1969, une option très rarement commandée. Les modèles à moteurs huit cylindres avaient une transmission automatique à quatre vitesses avec embrayage hydraulique (c’est-à-dire sans convertisseur de couple) installée de série, la 300 SEL 3.5 pouvait avoir, sur demande et à prix réduit, la transmission manuelle à quatre vitesses, qui était rarement commandée. Seuls les modèles 4.5 exclusivement livrés aux États-Unis à partir de 1971 avaient une boîte automatique à trois vitesses avec convertisseur de couple, qui était également utilisée dans le modèle successeur, la W 116.
Un différentiel à glissement limité était disponible en option. La 300 SEL 6.3 l’avait de série.

#### Chiffres de production de la W 109
Production totale de 52 672 véhicules entre 1967 et 1972
|             | Année | 1967 | 1968  | 1969  | 1970  | 1971   | 1972   | Total  |
| ----------- | ----- | ---- | ----- | ----- | ----- | ------ | ------ | ------ |
| 280 SE 3.5  | —     | —    | —     | —     | 3     | 7 450  | 3 856  | 11 309 |
| 280 SEL 3.5 | —     | —    | —     | —     | 3     | 565    | 383    | 951    |
| 280 SE 4.5  | —     | —    | —     | —     | —     | 5 782  | 7 745  | 13 527 |
| 280 SEL 4.5 | —     | —    | —     | —     | —     | 1 871  | 6 302  | 8 173  |
| 300 SEL 3.5 | —     | —    | —     | 158   | 4 908 | 3 225  | 1 297  | 9 583  |
| 300 SEL 4.5 | —     | —    | —     | —     | —     | 656    | 1 897  | 2 553  |
| 300 SEL 6.3 | —     | 1    | 1 094 | 2 578 | 1 797 | 670    | 386    | 6 526  |
| Total       | —     | 1    | 1 094 | 2 736 | 6 711 | 20 219 | 21 866 | 52 672 |

#### Variantes et équipements spéciaux

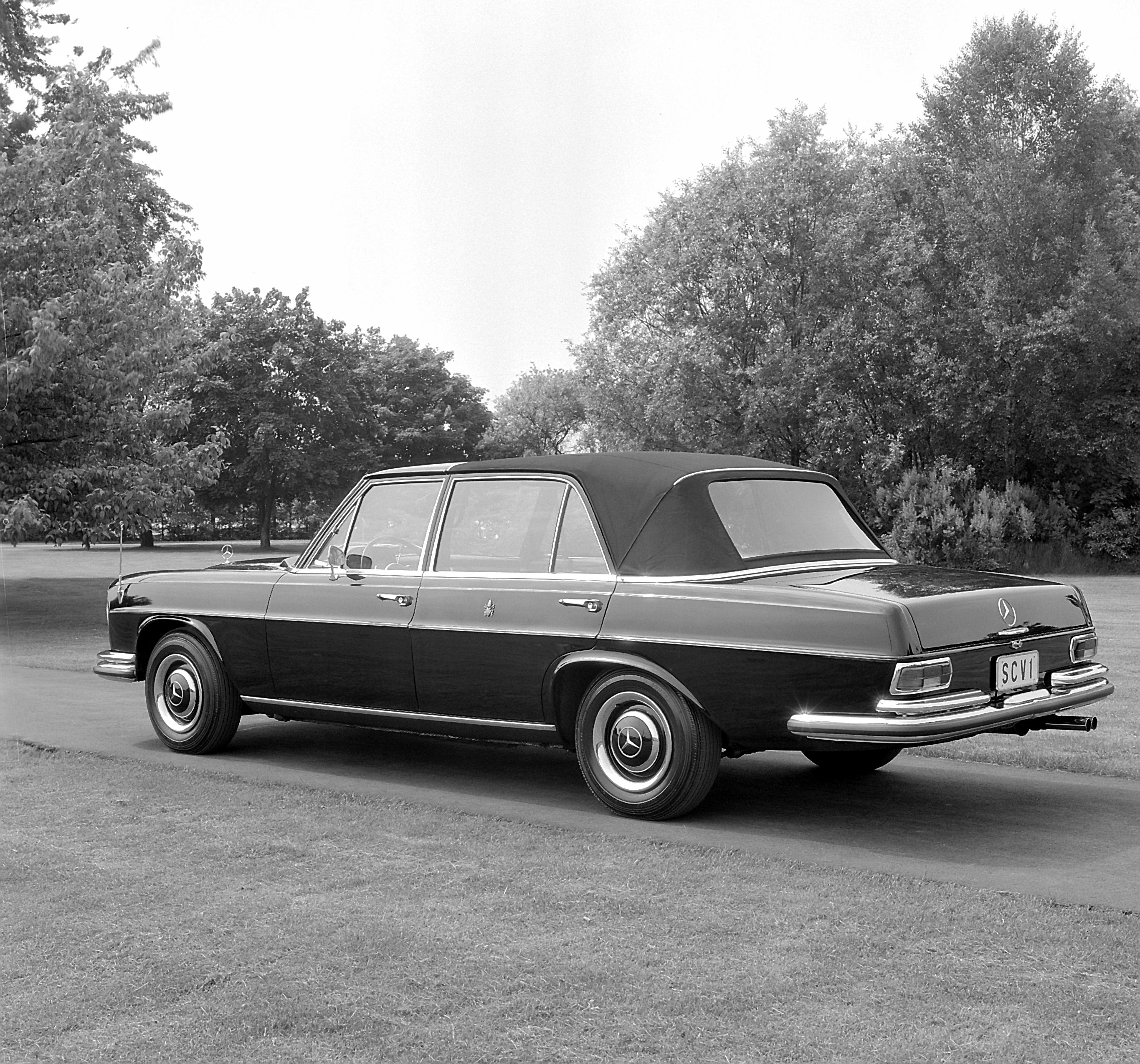
300 SEL landaulet.

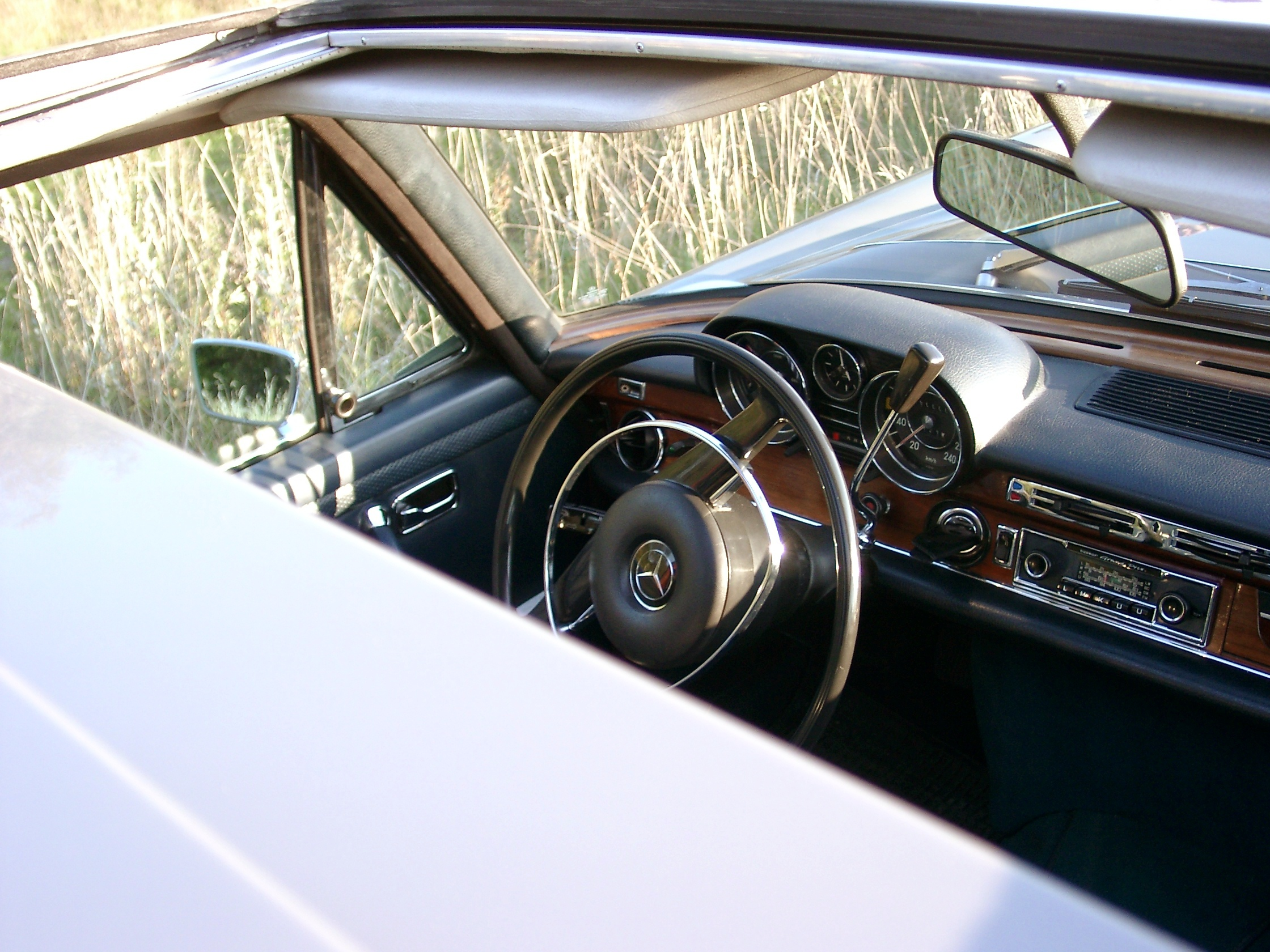
Vue de l’intérieur

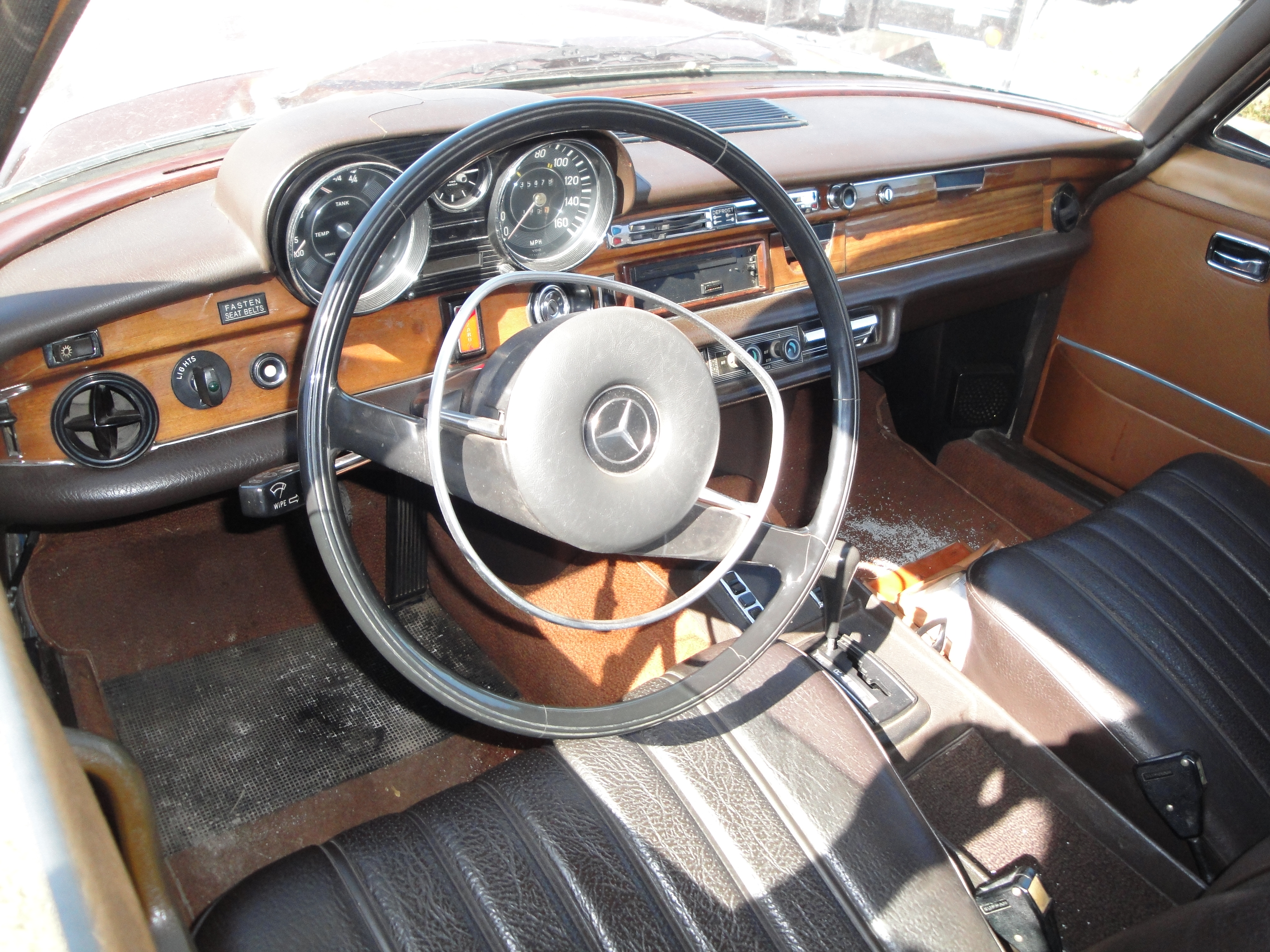
Intérieur d’une 280 SEL

D’usine, il n’y avait que des berlines quatre portes avec un empattement long. On dit parfois que certaines ont été converties en cabriolets ou en landaulets. Un landaulet pour le pape Paul VI est connu, qui a ensuite été partiellement blindé pour le pape Jean-Paul II. Daimler-Benz a également répondu aux demandes inhabituelles de certains clients pour un supplément correspondant.

## Aperçu en images

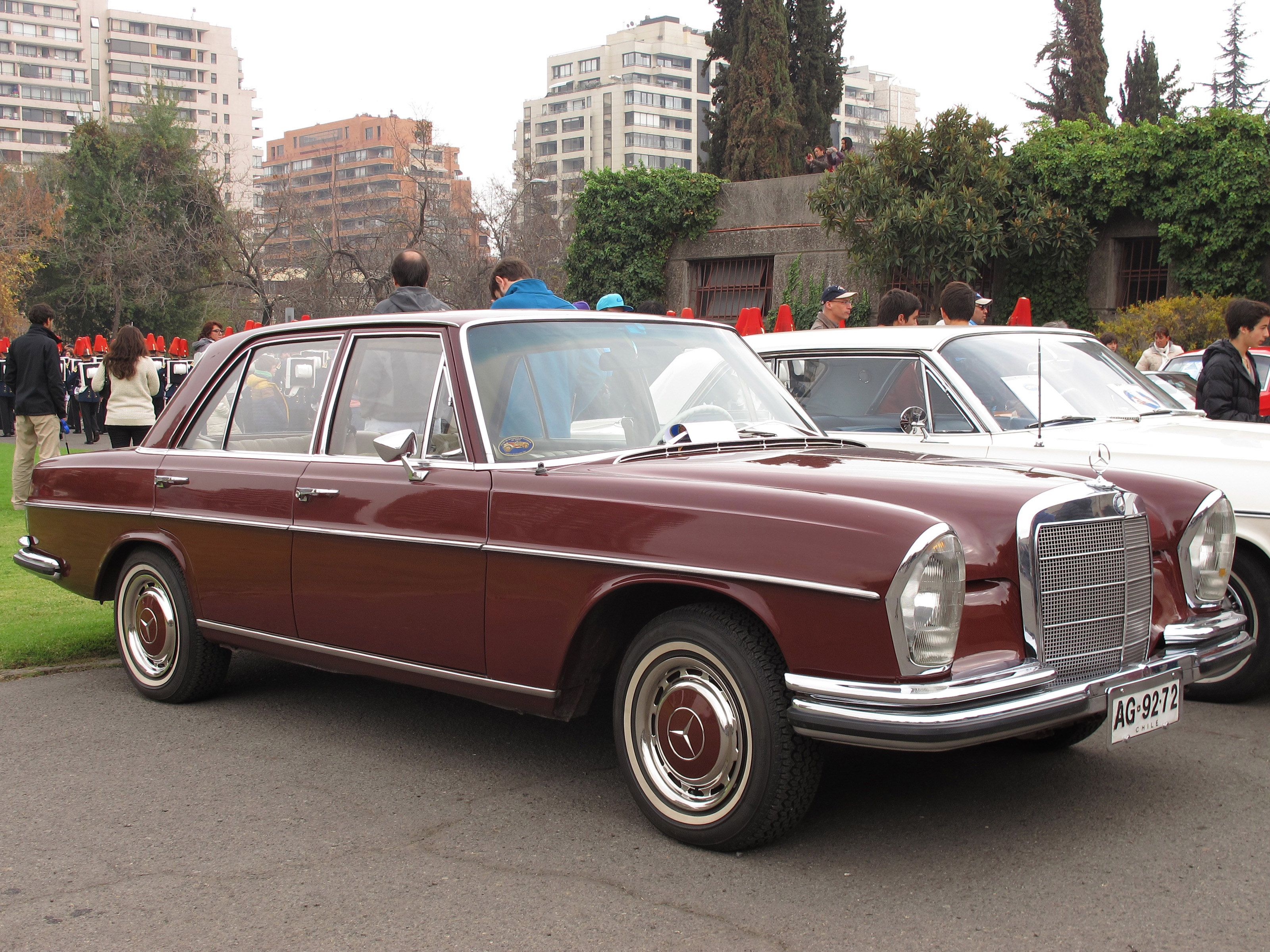
250 SE (1967)
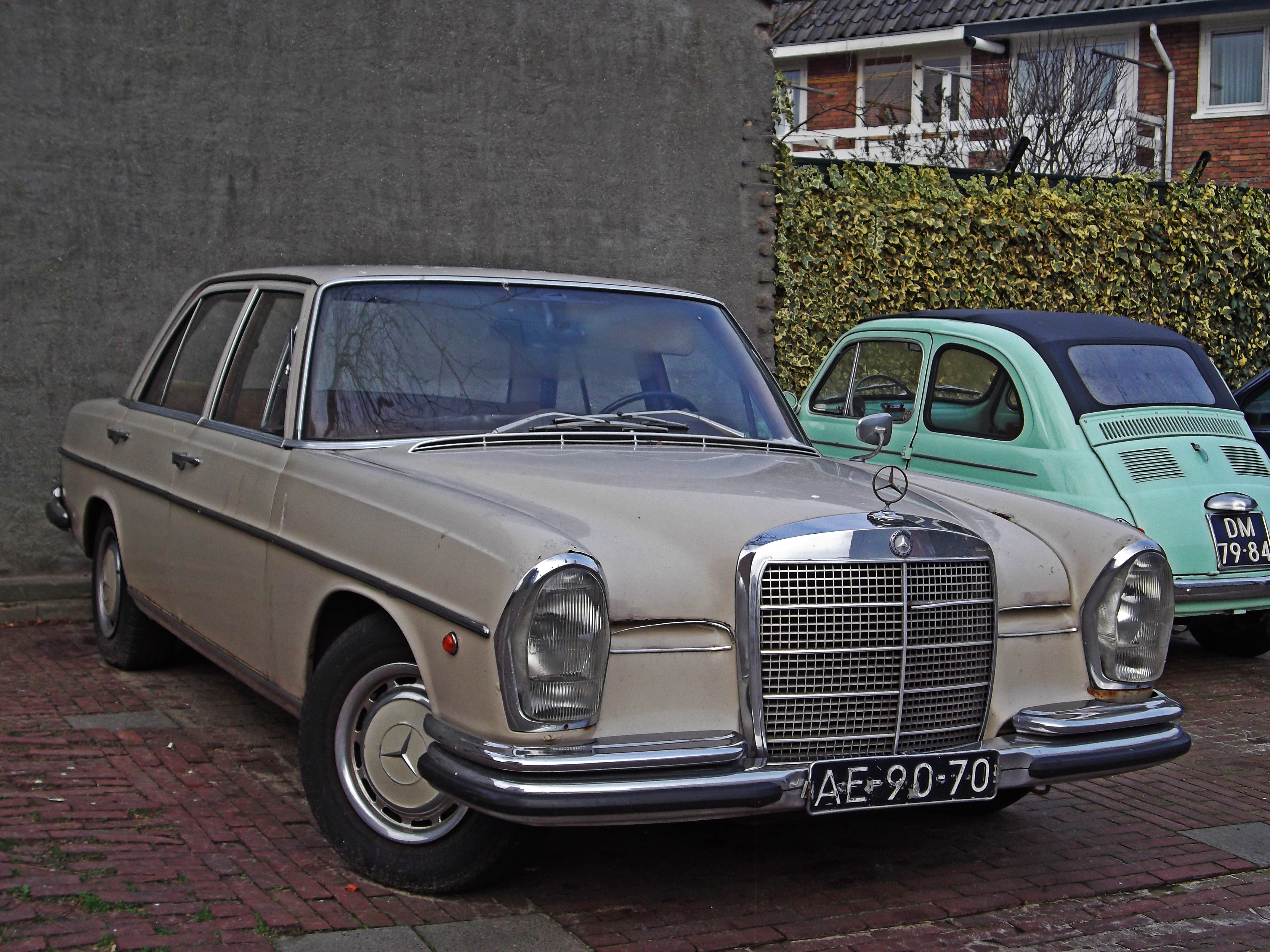
250 SE (clignotants latéraux sur un modèle italien)
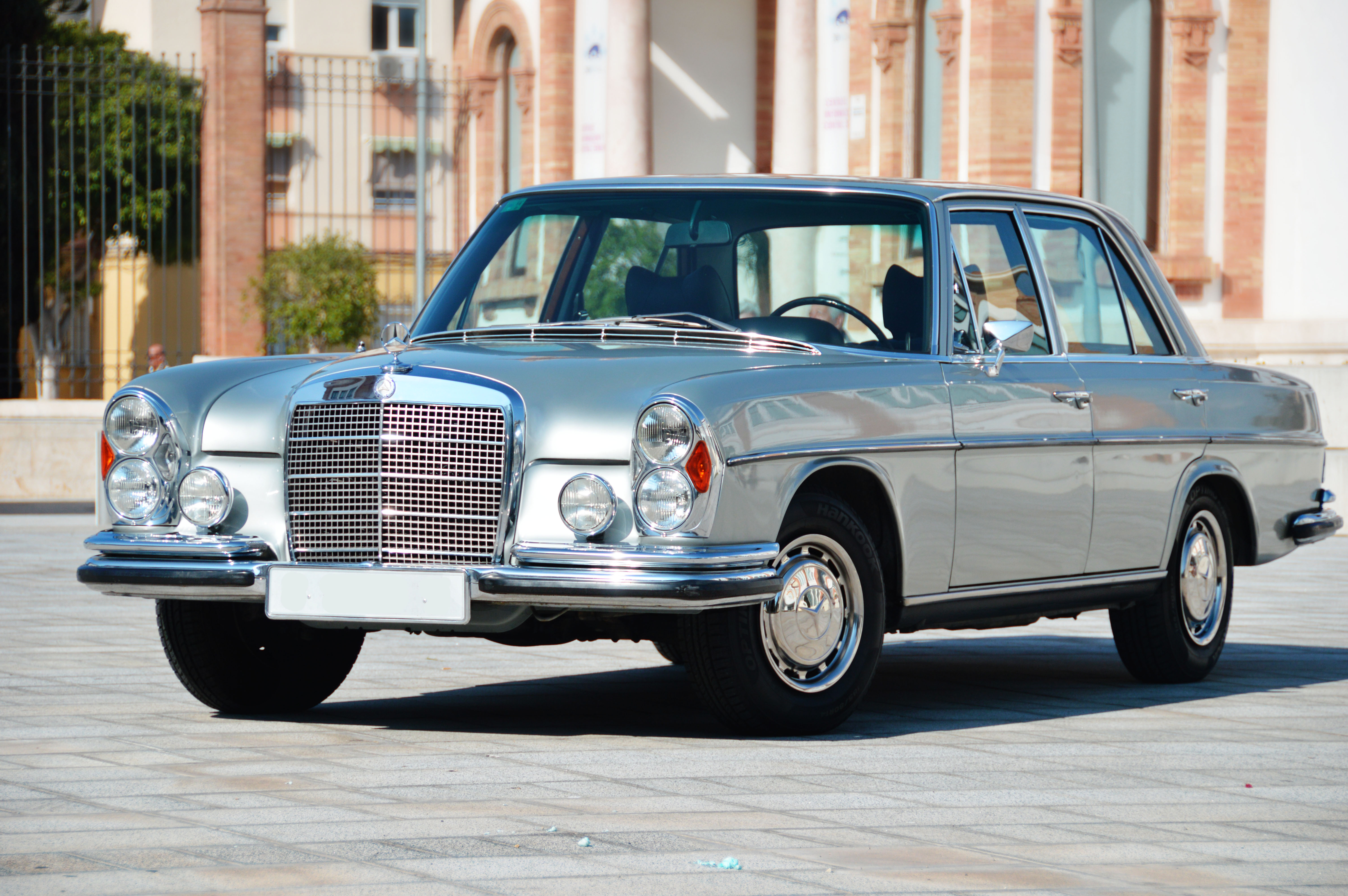
280 SE
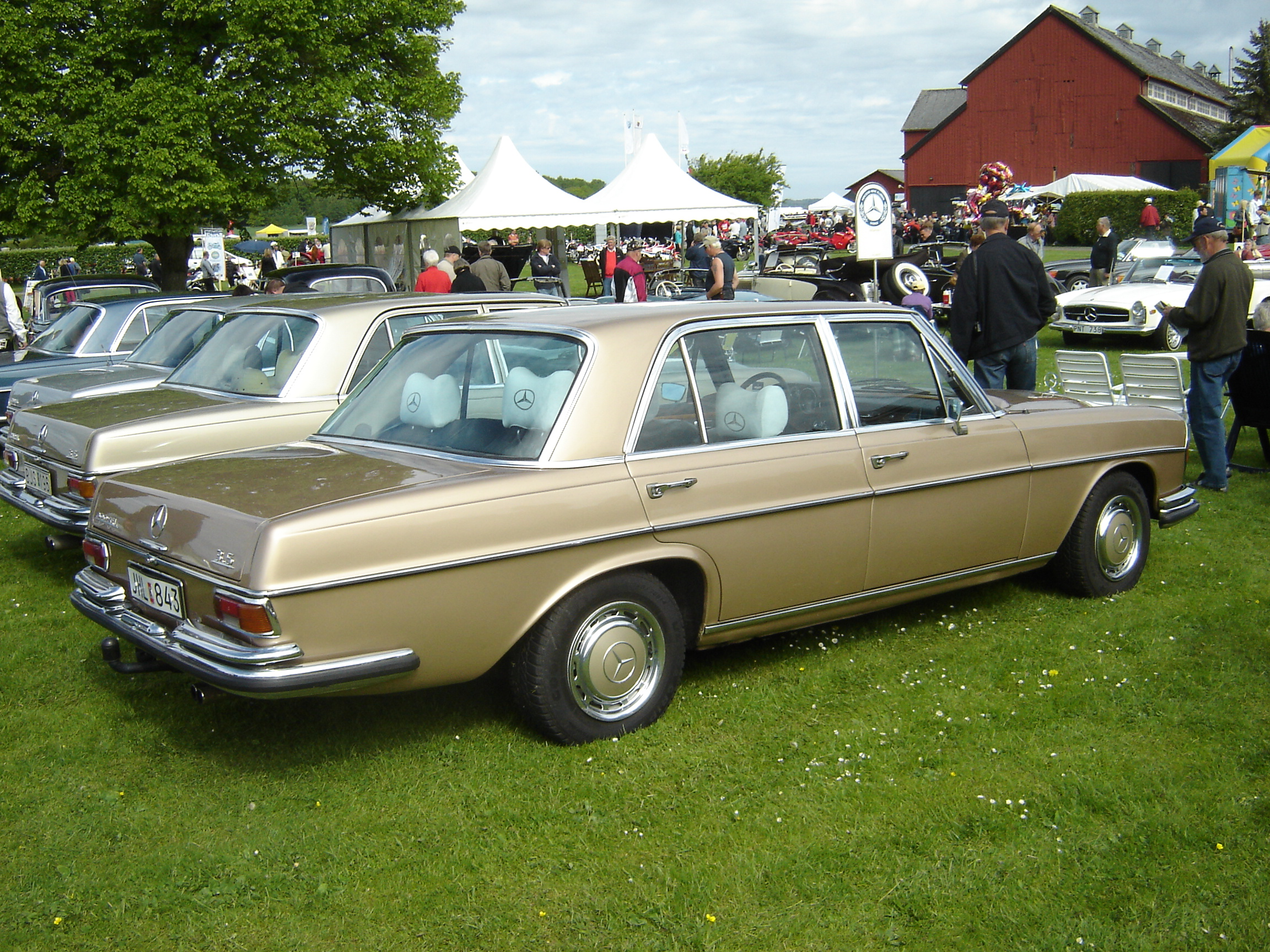
280 SEL 3.5
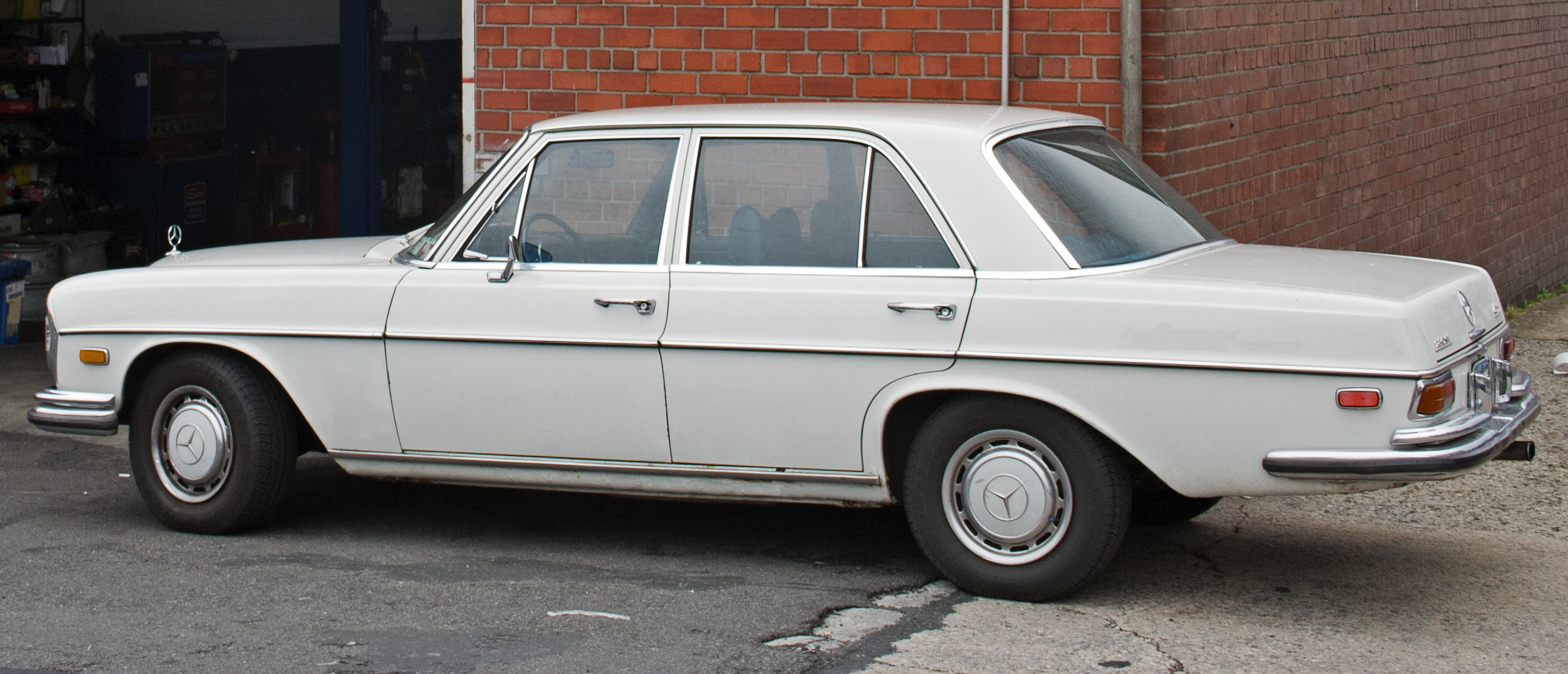
280 SE 4.5 (1972)
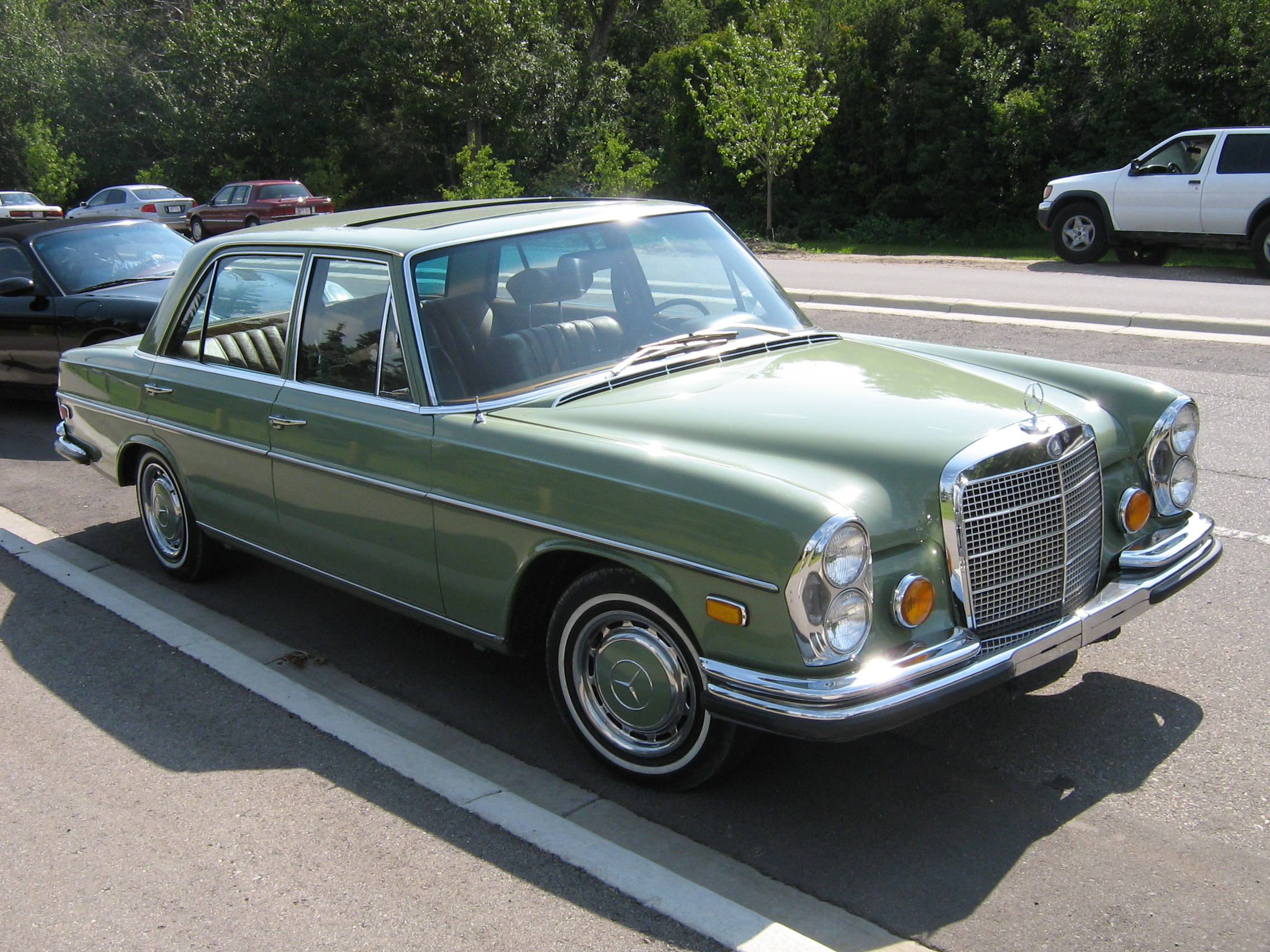
280 SE 4.5
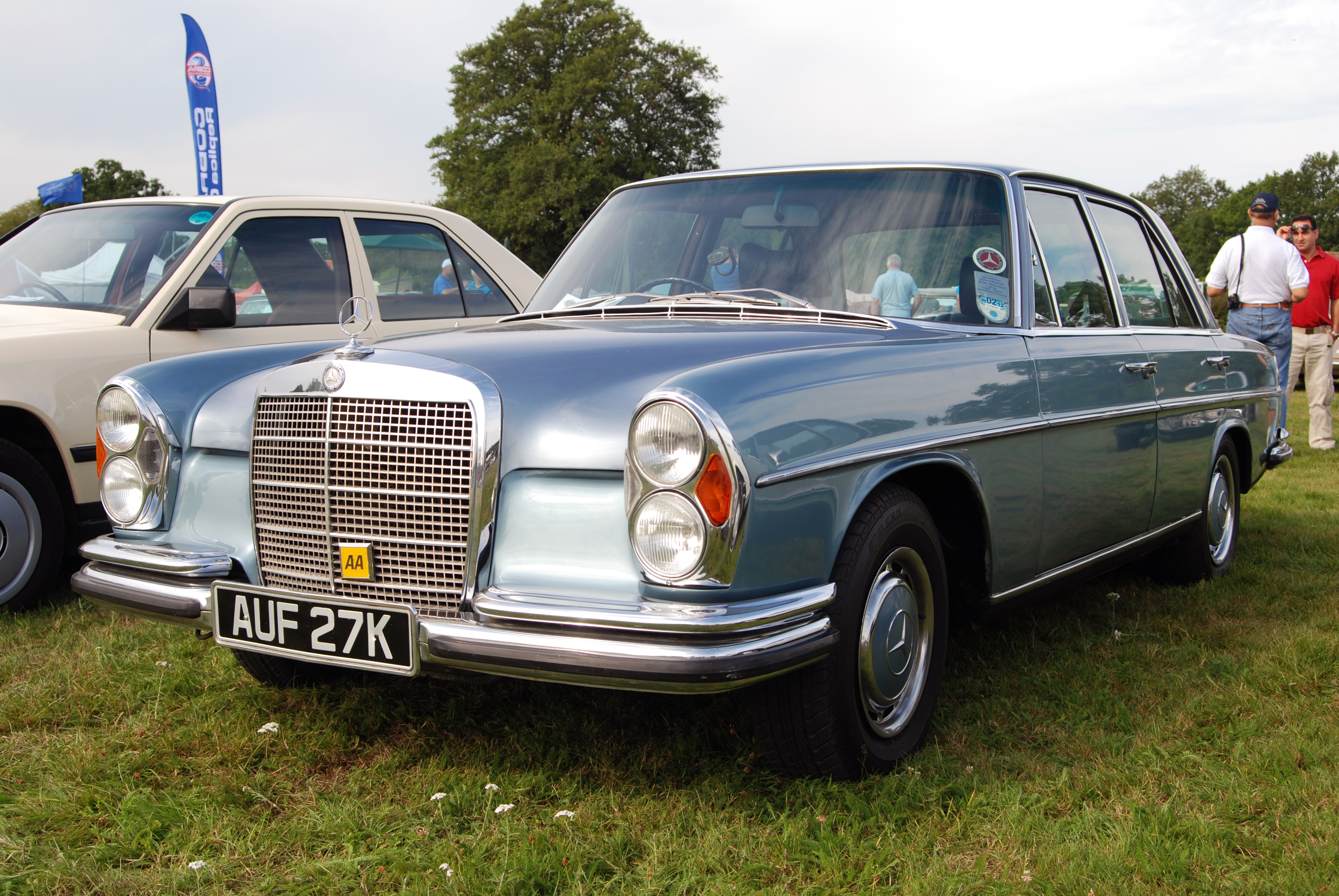
280 SE a conduite à droite
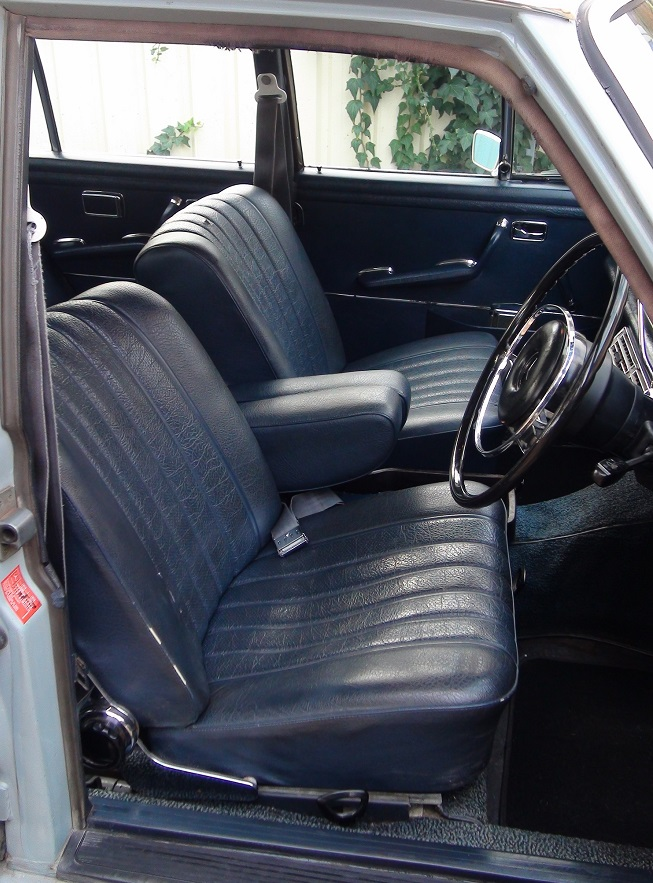
280 SE, intérieur (toujours sans appuie-tête)

## Variantes de carrosserie
- Berline S ("S" pour Stahlwendelfedern (ressorts hélicoïdaux en acier)) et SE ("E" pour Einspritzmotoren (moteurs à injection)) avec suspension conventionnelle
- Berline SEL ("L" pour Langversion (version longue)) avec empattement augmenté de 10 cm

Modèles : 250 S, 250 SE, 280 S, 280 SE, 280 SEL, 300 SE, 280 SE 3.5, 280 SEL 3.5 et 280 SEL 4.5 (version américaine)

## Moteurs et transmission
- Les 250 S et 280 S ont deux carburateurs à registre Zenith; les moteurs délivrent 96 et 103 kW (130 et 140 ch)
- Les 250 SE, 280 SE(L) et 300 SE ont des moteurs six cylindres en ligne avec une pompe d’injection mécanique à six pistons de Bosch et des puissances de 110, 118 et 125 kW (150, 160 et 170 ch)
- Les moteurs V8 (M 116/M 117) avec des cylindrées de 3,5 et 4,5 litres (version américaine) ont une injection électronique (Bosch D-Jetronic) dans le collecteur d’admission et des puissances moteur de 147 et 146 kW (200 et 198 ch)

Les véhicules équipés d’un moteur six cylindres étaient équipés de série d’une boîte de vitesses manuelle à quatre rapports. Une transmission automatique à quatre vitesses était disponible en option ainsi qu’une transmission manuelle à cinq vitesses à partir de 1969, une option très rarement commandée. Les modèles à moteurs huit cylindres avaient une transmission automatique à quatre vitesses avec embrayage hydraulique de série (c’est-à-dire sans convertisseur de couple) ou la transmission manuelle à quatre vitesses, rarement commandée, disponible en option à un prix réduit. Seuls les modèles 4.5 exclusivement livrés aux États-Unis à partir de 1971 avaient une boîte automatique à trois vitesses avec convertisseur de couple, qui était également utilisée dans le modèle successeur, la W 116.
Un différentiel à glissement limité était disponible en option.

## Variantes et équipements spéciaux
D’usine, il n’y avait que des berlines quatre portes avec deux empattements. Parfois, des berlines quatre portes ont été converties en cabriolets ou landaulets.
À la fin des années 1980, de nombreuses Classe S de cette génération ont été converties avec des moteur diesel économe en carburant lorsqu’elles étaient au stade avancé des voitures d’occasion. La mécanique des modèles à ailerons arrière pouvait être installé assez facilement.
De nombreux extras optionnels étaient disponibles :
- Deux ou quatre vitres électriques
- Deux ou quatre appuie-tête
- Système de verrouillage centralisé
- Direction assistée, de série à partir de 1968
- Transmission automatique, de série dans les 280 SE/L 3.5, 4.5 (États-Unis)
- Boîte de vitesses à cinq rapports (seulement pour les modèles à moteurs six cylindres)
- Climatisation
- Toit ouvrant électrique
- Jantes ("Barockfelgen") en alliage forgé Fuchs
- Vitrage de protection solaire teinté, de série sur certains modèles ultérieurs
- Attelage de remorque avec rotule fixe ou amovible
- Phares halogènes (double), de série sur la 300 SEL 6.3 (W 109) et à partir de 1969
- Système de lave-phares (à partir d’avril 1972)
- Projecteur
- Châssis surbaissé
- Rétroviseur extérieur droit
- Liseuses à l’arrière, de série dans la 300 SEL 6.3 (W 109)
- Passage de roue chromé

En outre, Daimler-Benz répondait également répondu demandes inhabituelles des clients pour un supplément correspondant.

## Modèles d’exportation

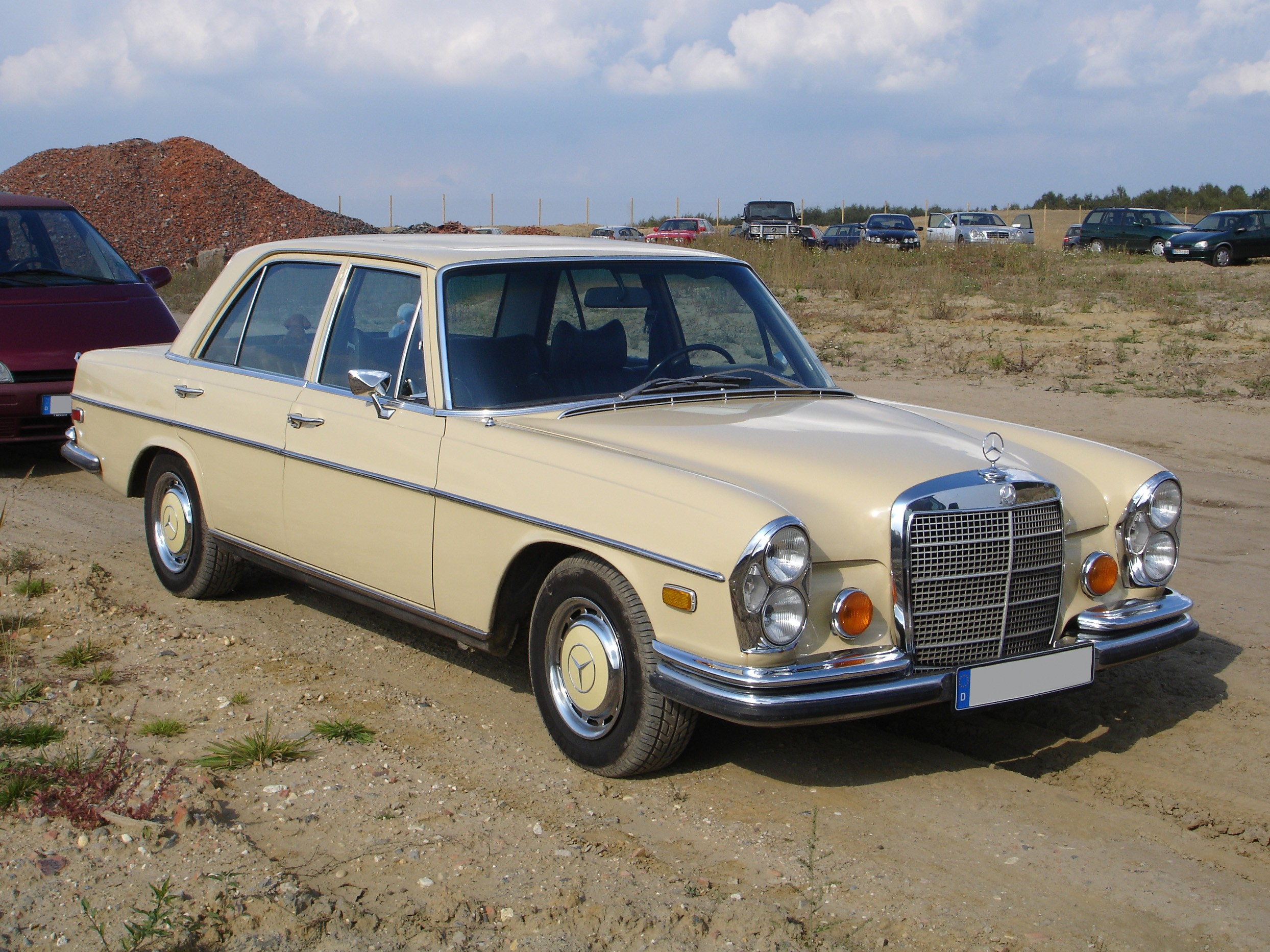
280 S (version américaine)

Les véhicules d’exportation vers les États-Unis étaient "plus verts" que les autres véhicules. Les réglementations d’approbation californiennes strictes ont été atteintes avec une compression plus faible et des performances réduites correspondantes, une ventilation à réservoir fermé et une postcombustion des gaz d’échappement. De plus, les moteurs à carburateur avaient une pompe entraînée par courroie trapézoïdale qui soufflait de l’air dans le collecteur d’échappement.
Aux États-Unis, les berlines étaient proposées avec deux phares ronds (à faisceau scellé) superposés, conformément à la législation américaine. Les phares ronds monoblocs derrière des lentilles verticales en forme de fer à cheval, disponible en deux variantes, étaient la norme pour les véhicules européens.
À partir de 1969, des phares jumelés similaires ont également été proposés pour le marché européen. Étant donné que de nombreuses voitures plus anciennes ont été converties avec des phares jumelés d’aspect moderne, les simples phares longs sont plus rares et plus recherchés aujourd’hui.
Initialement exclusivement destinée au marché nord-américain, une variante avec une cylindrée agrandie à 4,5 litres a été développée parallèlement au moteur V8 de 3,5 litres, qui a été utilisé dans les modèles d’exportation 300 SEL 4.5. Cela était nécessaire pour se conformer à la réglementation américaine sur les gaz d’échappement avec un taux de compression inférieur pour le carburant alors partiellement à faible indice d’octane aux États-Unis. À 146 kW (198 ch), la puissance des moteurs américains de 4,5 litres était juste en dessous du niveau des moteurs européens de 3,5 litres.
Il existe une différence dans les transmissions automatiques des versions de 4,5 litres pour les États-Unis : elles correspondent déjà au type plus moderne avec un convertisseur de couple - bien qu’elle soit une boîte automatique à trois vitesses. Contrairement aux versions américaines, les voitures automatiques destinées au marché européen ont une boîte de vitesses à quatre rapports sans convertisseur de couple. Le moteur et la transmission sont reliés par un système hydraulique avec pompe et roue de turbine sans roue de guidage.
Les trois moteurs V8, les « plus petits » types de 3,5 et 4,5 litres ainsi que le gros moteur V8, ont ensuite été également utilisés dans le modèle successeur, la W 116, avec un convertisseur de couple. Le modèle à moteurs huit cylindres a reçu transmission à trois vitesses, le modèle à moteurs six cylindres a reçu une transmission à quatre vitesses.